# لويس إل. مورغان
لويس إل. مورغان (بالإنجليزية: Lewis L. Morgan) هو محامي وسياسي أمريكي، ولد في 2 مارس 1876 في الولايات المتحدة، وتوفي في 10 يونيو 1950 في نفس البلد. حزبياً، نشط في الحزب الديمقراطي. وقد انتخب عضو مجلس نواب لويزيانا وانتخب عضو مجلس النواب الأمريكي.